# Roman Bronfman
Pour les articles homonymes, voir Bronfman.
Roman Bronfman (né le 22 avril 1954 à Tchernivtsi) est un homme politique israélien russophone de gauche, une des personnalités clés dans l’histoire de l’organisation politique des juifs (ex-) soviétiques rapatriés en Israël ; cofondateur du parti politique russophone  « Yisrael Ba'aliyah » ; fondateur du parti politique russophone « Le Choix démocratique ».

## Biographie
Roman Bronfman est né le 22 avril 1954 à Tchernivtsi. Sa ville natale, située en Ukraine occidentale et où d’après ses mots « un habitant sur trois était juif », l’a profondément marqué par son atmosphère de cosmopolitisme. Il y commence une carrière d’enseignant et de chercheur.

### Alya et début de la carrière politique
Après son alya en 1980, Roman Bronfman continue à être enseignant en Israël tout en commençant à faire du journalisme. Il a notamment été le rédacteur en chef du journal russophone « Vremya ».
Sa carrière politique débute en 1991 avec l’adhésion au Parti travailliste israélien où il participe activement à l’élaboration des programmes d’intégration des nouveaux rapatriés. En 1992 il devient le chef de la cellule de propagande pour la campagne électorale d’Yitzhak Rabin. En 1993 Bronfman devient un des premiers rapatriés de l’ex-URSS à accéder au conseil municipal d’une grande ville – Haïfa. La « Direction d’Absorption de Haïfa » (l’organe chargé de l’intégration des nouveaux immigrés) qu’il a créée fut reconnue en tant que le meilleur modèle municipal d’intégration des nouveaux rapatriés par l’American Jewish Joint Distribution Committee et l’Agence juive. Il a également occupé les postes de vice-président et de président du Forum sioniste.

### «Yisrael Ba’aliyah» et «Le Choix démocratique»
Après son départ du Parti travailliste en 1996 à cause des divergences concernant les politiques d’intégration, il crée avec Natan Sharansky « Yisrael Ba'aliyah » - le premier grand parti russophone à accéder à la Knesset à la suite des élections de la même année. En 1999, durant son second mandat en tant que député, Bronfman quitte « Yisrael Ba'aliyah » pour fonder le parti « Le Choix démocratique ». 
En 2003 « Le Choix démocratique » organise une liste conjointe avec « Meretz » pour les élections de cette même année.

### Positions autour du conflit israélo-palestinien
À part la défense des intérêts des rapatriés russophones, Roman Bronfman se prononce toujours en faveur de la séparation paisible entre les Israéliens et les Palestiniens. Dans son article « Hong-Kong du Moyen-Orient » il estime notamment que le modèle de deux États est le seul moyen pour garantir l’existence d’Israël à la fois démocratique et juif, ainsi que sa prospérité économique dans la région.  Dans le même article Bronfman soutient l’Initiative de paix arabe,. 
En 2002 il délivre aux militants de l’ONG « La Ligne verte » des laissez-passer avec lesquels ils ont pu pénétrer dans la Knesset et organiser une manifestation contre l’opération Rempart juste devant la commission extraordinaire des députés, en brandissant des transparents affichant le slogan « Le cabinet d’Ariel Sharon prépare un nouveau Liban ! ».
 
La même année Roman Bronfman a secoué l’opinion publique israélienne après avoir publiquement soutenu au nom des rapatriés de l’ex-URSS les officiers de Tsahal ayant refusé de faire leur service dans les territoires occupés. 
En 2003 Bronfman crée le groupe parlementaire « Machsom watch » regroupant une quinzaine de députés et prenant son nom d’une ONG des femmes israéliennes militant pour le droit de libre circulation des palestiniens dans leurs territoires. En coordination avec cette ONG, le groupe parlementaire surveille la situation autour des checkpoints israéliens en Cisjordanie.